# Don Carlos (Bukidnon)
Don Carlos is een gemeente in de Filipijnse provincie Bukidnon op het eiland Mindanao. Bij de laatste census in 2007 had de gemeente bijna 61 duizend inwoners.

## Geografie

### Bestuurlijke indeling
Don Carlos is onderverdeeld in de volgende 29 barangays:
| - Bismartz - Bocboc - Buyot - Cabadiangan - Calaocalao - Don Carlos Norte - Don Carlos Sur - Embayao - Kalubihon - Kasigkot - Kawilihan - Kiara - Kibatang - Mahayahay - Manlamonay | - Maraymaray - Mauswagon - Minsalagan - New Nongnongan - New Visayas - Old Nongnongan - Pinamaloy - Pualas - San Antonio East - San Antonio West - San Francisco - San Nicolas - San Roque - Sinangguyan |

## Demografie
Don Carlos had bij de census van 2007 een inwoneraantal van 60.870 mensen. Dit zijn 5.375 mensen (9,7%) meer dan bij de vorige census van 2000. De gemiddelde jaarlijkse groei komt daarmee uit op 1,28%, hetgeen lager is dan het landelijk jaarlijks gemiddelde over deze periode (2,04%). Vergeleken met de census van 1995 is het aantal mensen met 9.787 (19,2%) toegenomen.

De bevolkingsdichtheid van Don Carlos was ten tijde van de laatste census, met 60.870 inwoners op 213,72 km², 284,8 mensen per km².